# Julian Spohr
Julian Spohr (* 1984/1985) ist ein ehemaliger deutscher Footballspieler.

## Leben
Spohr entstammte der Nachwuchsabteilung der Hamburg Blue Devils, zu seinen Förderern dort gehörte Maximilian von Garnier. Dieser von Garnier war später lange sein Mannschaftskamerad (und zeitweilig auch Trainer) bei den Blue-Devils-Herren, für die Spohr von 2003 bis 2013 spielte. 2003 wurde er mit der Mannschaft deutscher Meister. 2005 erreichte er mit den Hamburgern erneut das Endspiel um die deutsche Meisterschaft, dort verlor man aber gegen Braunschweig.
Spohr kam als Wide Receiver zum Einsatz. Teils war er im Jugendbereich der Blue Devils Mitglied des Trainerstabs und zudem in die Pressearbeit des Vereins eingebunden. Der 1,80 Meter messende Spohr, der vom Hamburger Abendblatt im April 2007 als „das größte Hamburger Talent jüngster Zeit“ bezeichnet wurde, durchlief eine Schauspielausbildung. Spohr spielte auch nach dem Rückzug der Blue Devils in die Regionalliga weiterhin für die Mannschaft und kehrte 2012 mit den Hamburgern in die höchste deutsche Spielklasse zurück.